# Hydnorobius parvulus
Hydnorobius parvulus is een keversoort uit de familie Belidae. De wetenschappelijke naam van de soort is voor het eerst geldig gepubliceerd in 1916 door Bruch.